# Кохаузен, Иоганн Генрих
Иоганн Генрих Кохаузен (нем. Johann Heinrich Cohausen; 1665, Хильдесхайм — 1750) — немецкий учёный-врач. Служил у князя-епископа мюнстерского.
Наиболее известное сочинение Кохаузена — «Dissertatio satyrica physico-medico-moralis de pica nasi» (Амстердам, 1716), в котором в язвительной форме обсуждается медицинский и нравственный ущерб от курения табака. Опубликовал также «Ossilegium historico-phisicum» (Косфельд, 1714); «Lumen novum phosphoro accensum» (Амстердам, 1717; с подтвердившимися позже наблюдениями); «Hermippus redivivus» (1742), обосновывающий пользу сунамитизма; «Commercii literarii dissertationes» (1746—1854).

## Сочинения
- Hermippus Redivius (Digitalisat)
- Mausoleum Gloriae Politico-Panegyricum XXV. Principalium Virtutum Columnis Erectum
- Lumen Novum Phosphoris accensum (Digitalisat)
- Helmontius ecstaticus (digitalisat)
- Dissertatio satyrica physico-medico-moralis de pica nasi, sive tabaci sternutatorii moderno abusi, & noxa (deutsch Sehnsucht der Lüstern Nase)
- Der wieder lebende Hermippus, oder Curioese physicalisch-medicinische Abhandlung von der seltenen Art sein Leben durch das Anhauchen Junger-Mägdchen bis auf 115. Jahr zu verlängern
- Neothea; oder, Neu-angerichtete medicinische theetafel, auff welcher fürtreffliche, so einfältig als künstlich zusammen gesetzte, theils aus einheimisch, theils ausländischen kräutern und gewächsen bestehende kräuter-thee denen liebhabern der gesundheit und langen lebens auffgetragen …